# Sigurd Haugen
Sigurd Hauso Haugen (Haugesund, 17 luglio 1997) è un calciatore norvegese, attaccante dell'Hansa Rostock in prestito dall'Aarhus.

## Carriera

### Club
Haugen è cresciuto nelle giovanili del Djerv 1919, per poi entrare a far parte di quelle dell'Haugesund e successivamente in quelle del Sandnes Ulf. L'8 agosto 2015 si è accomodato in panchina per la prima volta in un incontro di 1. divisjon, senza essere utilizzato, in occasione del pareggio per 0-0 contro il Brann.
Il 21 dicembre 2015, l'Odd ha reso noto d'aver ingaggiato Haugen, che ha firmato un contratto triennale valido a partire dal 1º gennaio 2016. Ha esordito in prima squadra il 14 luglio 2016, nelle competizioni UEFA per club: ha sostituito Joakim Våge Nilsen nella sconfitta per 3-0 maturata sul campo del PAS Giannina, sfida valida per i turni preliminari dell'Europa League. L'11 settembre successivo ha invece debuttato in Eliteserien, subentrando a Jone Samuelsen nel successo per 2-4 in casa del Lillestrøm: nello stesso incontro, ha siglato la prima rete in squadra.
Il 4 febbraio 2018, Haugen è passato al Sogndal, firmando un accordo triennale. L'8 aprile ha giocato il primo incontro in 1. divisjon, subentrando a Markus Brændsrød nel pareggio interno per 1-1 contro il Tromsdalen. Il 27 maggio sono arrivate le prime reti, con una doppietta siglata nel 5-1 sullo Strømmen.
L'8 agosto 2019 è passato ai belgi dell'Union Saint-Gilloise, all'epoca militanti in Tweede klasse: ha firmato un contratto quadriennale. Il 10 agosto ha esordito con la nuova maglia, sostituendo Mathias Fixelles nella vittoria per 0-1 sul campo del Virton. Il 13 ottobre ha siglato il primo gol, in occasione del pareggio per 1-1 maturato in casa del Lokeren.
Il 29 maggio 2020, Haugen ha fatto ritorno in Norvegia, per giocare nelle file dell'Aalesund: ha firmato un contratto valido fino al 31 dicembre 2023. Il 16 giugno è tornato quindi a calcare i campi dell'Eliteserien, nella sconfitta interna per 1-4 subita contro il Molde. Il 28 giugno è arrivato il primo gol, nel pareggio per 1-1 in casa dello Strømsgodset. A fine stagione, l'Aalesund è retrocesso in 1. divisjon, riconquistando la promozione nel campionato 2021.
Il 7 luglio 2022, Haugen si è trasferito ai danesi dell'Aarhus. Ha debuttato in Superligaen in data 17 luglio, nella sconfitta per 1-0 arrivata sul campo del Brøndby. Il 24 luglio ha realizzato il primo gol nella massima divisione locale, contribuendo al successo per 3-1 sul Viborg.

### Nazionale
Haugen ha rappresentato la Norvegia a livello Under-18 e Under-19.

## Statistiche

### Presenze e reti nei club
Statistiche aggiornate al 5 aprile 2023.
| Stagione        | Club                 | Campionato      | Campionato | Campionato | Coppe nazionali | Coppe nazionali | Coppe nazionali | Coppe continentali | Coppe continentali | Coppe continentali | Supercoppe | Supercoppe | Supercoppe | Totale | Totale |
| Stagione        | Club                 | Comp            | Pres       | Reti       | Comp            | Pres            | Reti            | Comp               | Pres               | Reti               | Comp       | Pres       | Reti       | Pres   | Reti   |
| --------------- | -------------------- | --------------- | ---------- | ---------- | --------------- | --------------- | --------------- | ------------------ | ------------------ | ------------------ | ---------- | ---------- | ---------- | ------ | ------ |
| 2015            | Sandnes Ulf          | ES              | 0          | 0          | CN              | 0               | 0               | -                  | -                  | -                  | -          | -          | -          | 0      | 0      |
| 2016            | Odd                  | ES              | 3          | 1          | CN              | 0               | 0               | UEL                | 1                  | 0                  | -          | -          | -          | 4      | 1      |
| 2017            | Odd                  | ES              | 15         | 2          | CN              | 2               | 1               | UEL                | 3                  | 2                  | -          | -          | -          | 20     | 5      |
| Totale Odd      | Totale Odd           | Totale Odd      | 18         | 3          |                 | 2               | 1               |                    | 4                  | 2                  |            | -          | -          | 24     | 6      |
| 2018            | Sogndal              | 1D              | 25+2       | 15+1       | CN              | 2               | 1               | -                  | -                  | -                  | -          | -          | -          | 29     | 17     |
| gen.-ago. 2019  | Sogndal              | 1D              | 16         | 10         | CN              | 2               | 1               | -                  | -                  | -                  | -          | -          | -          | 18     | 11     |
| Totale Sogndal  | Totale Sogndal       | Totale Sogndal  | 41+2       | 25+1       |                 | 4               | 2               |                    | -                  | -                  |            | -          | -          | 47     | 28     |
| ago. 2019-2020  | Union Saint-Gilloise | D2              | 21         | 3          | CB              | 2               | 0               | -                  | -                  | -                  | -          | -          | -          | 23     | 3      |
| 2020            | Aalesund             | ES              | 25         | 4          | -               | -               | -               | -                  | -                  | -                  | -          | -          | -          | 25     | 4      |
| 2021            | Aalesund             | 1D              | 30         | 21         | CN              | 3               | 2               | -                  | -                  | -                  | -          | -          | -          | 33     | 23     |
| gen.-lug. 2022  | Aalesund             | ES              | 13         | 7          | CN              | 2               | 1               | -                  | -                  | -                  | -          | -          | -          | 15     | 8      |
| Totale Aalesund | Totale Aalesund      | Totale Aalesund | 68         | 32         |                 | 5               | 3               |                    | -                  | -                  |            | -          | -          | 73     | 35     |
| 2022-2023       | Aarhus               | SL              | 23         | 2          | CD              | 3               | 4               | -                  | -                  | -                  | -          | -          | -          | 26     | 6      |
| Totale          | Totale               | Totale          | 171+2      | 65+1       |                 | 16              | 10              |                    | 4                  | 2                  |            | -          | -          | 193    | 78     |

## Palmarès

### Club

#### Competizioni nazionali
- 1. divisjon: 1

Aalesund: 2021